# Victor Glover
Victor Jerome Glover (* 30. dubna 1976, Pomona, Kalifornie, USA) je americký astronaut, 565. člověk ve vesmíru. Zúčastnil se mise SpaceX Crew-1 k Mezinárodní vesmírné stanici ISS v roce 2020. Během letu čtyřikrát vystoupil do volného prostoru. 3. března 2023 bylo oznámeno, že bude členem posádky Artemis II. Je ženatý a má čtyři děti.

## Vzdělání a vojenská kariéra
Vyrostl v rodné Pomoně, v 1994 absolvoval v roce 1994 střední školu v kalifornském Ontariu, kde hrál americký fotbal za tým Jaguars a získal ocenění Sportovec roku 1994. Na Kalifornské polytechnické státní univerzitě v San Luis Obispo v roce 1999 získal bakalářský titul v oboru všeobecného inženýrství. Později získal diplomy z Air University (2007 a 2010) a Naval Postgraduate School (2009).

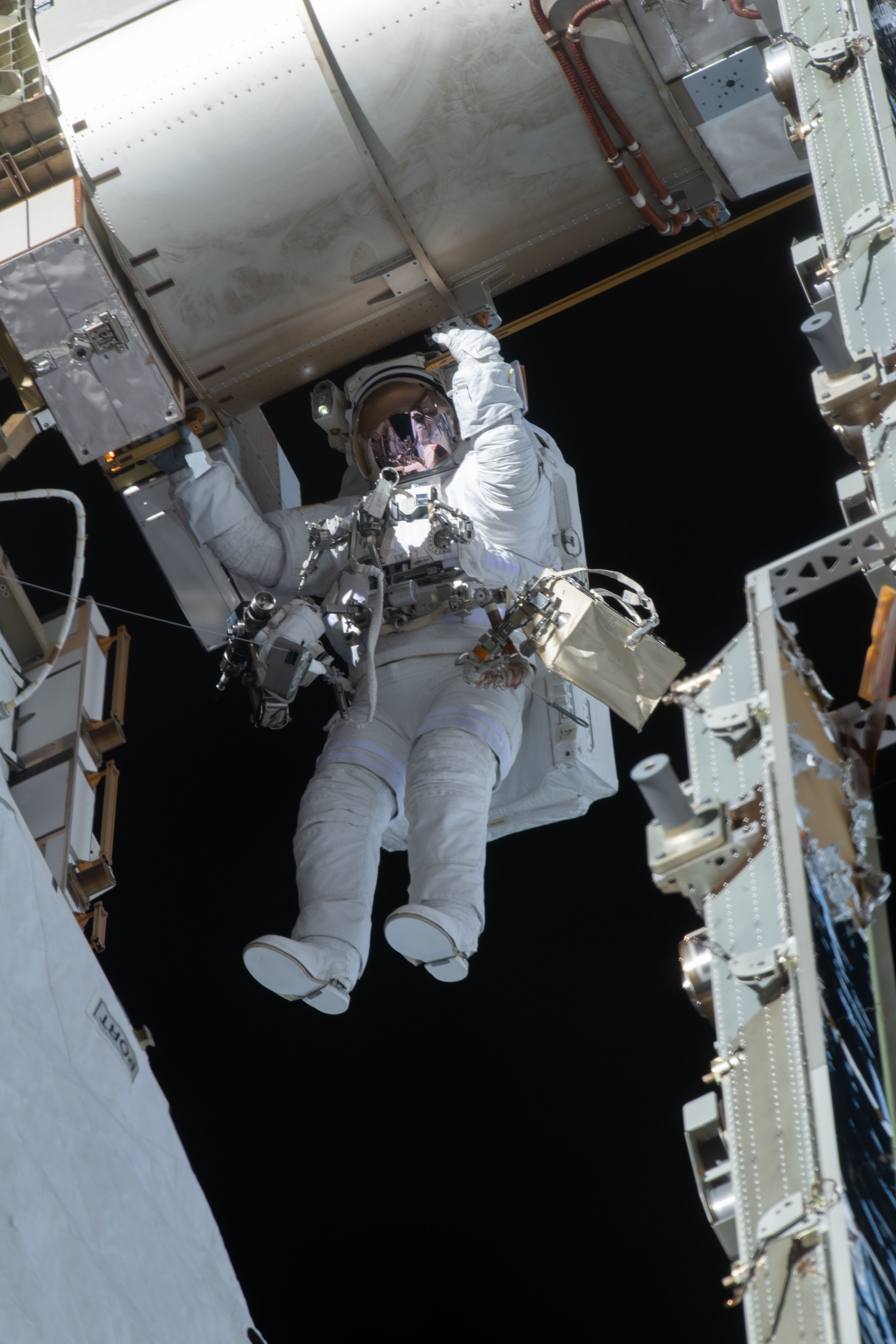
Victor Glover při EVA

Vstoupil do amerického námořnictva, kde v roce 2001 absolvoval pokročilý letecký výcvik a později výcvik na letoun F/A 18. S 34. údernou letkou dislokovanou ve Virginii se vydal na poslední misi USS John F. Kennedy na podporu Operace irácká svoboda, v roce 2007 byl po absolvování Školy pro testovací piloty U. S. Air Force jmenován zkušebním pilotem a sloužil v Kalifornii, v roce 2011 pak ve 195. úderné stíhací letce dislokované v Námořním leteckém zařízení Atsugi v Japonsku a naloděné na USS George Washington. U Námořnictva Spojených států amerických nasbíral 3 000 letových hodin ve více než 40 letadlech, přes 400 přistání na letadlové lodi a 24 bojových misí. Dosáhl hodnosti komandéra (fregatního kapitána).
V roce 2012 působil ve štábu bývalého senátora Johna McCaina.

## Astronaut
Mezi astronauty NASA byl přijat v červnu 2013 a základní trénink dokončil v roce 2015.
Jeho jmenování pilotem prvního řádného pilotovaného letu lodi Crew Dragon společnosti SpaceX bylo oznámeno 3. srpna 2018. Posádka SpaceCrew-1, jejímiž členy se dále stali Michael Hopkins, Sóiči Noguči a Shannon Walkerová, do vesmíru odstartovala z Kennedyho vesmírného střediska 16. listopadu 2020 v 00:27 UTC. Po připojení k ISS se stala součástí Expedice 64. Victor Glover během pobytu na ISS uskutečnil 4 výstupy do volného prostoru, z toho 3 s Michaelem Hopkinsem a 1 s Kathleen Rubinsovou. Celková délka výstupů dosáhla 26 hodin a 7 minut. Posádka Space Crew-1 na ISS zůstala ještě dva týdny od zahájení nové Expedice 65 a pak ve své lodi přistála v Mexickém zálivu nedaleko pobřeží Floridy 2. května 2021 v 6:56 UTC, tedy po 167 dnech, 6 hodinách a 29 minutách letu. Během konference konající se 3. března 2023 bylo oznámeno, že bude jedním z členů posádky Artemis II.